# المزارتان
المزارتان مدوکسومیل (Olmesartan Medoxomil) که با نام‌های تجاری بنیکار (Benicar) , المتک (Olmetec) , الزار (Olsar) و اراستاپکس (Erastapex) نیز به فروش می‌رسد، نوعی داروی آنتاگونیست گیرنده آنژیوتانسین II است که برای درمان فشارخون بالا به کار می‌رود.

## کاربردها
این دارو به تنهایی یا در ترکیب با سایر داروهای کاهنده فشارخون در درمان فشار خون بالا به کار می‌رود.

## موارد منع مصرف
کاربرد این دارو در بارداری و نیز انسداد مجاری صفراوی ممنوع است.

## ملاحظات
کاربرد این دارو در موارد تنگی شریان کلیه باید با احتیاط صورت گیرد. پایش سطح پتاسیم توصیه می‌شود. کاربرد داروهای آنتاگونیست آنژیوتانسین II در موارد تنگی دریچه میترال، تنگی درچه آئورت و کاردیومیوپاتی هیپرتروفیک باید با احتیاط طورت گیرد.

## عوارض جانبی
این دارو می‌تواند باعث عوارض گوارشی همچون تهوع، استفراغ، اسهال، کاهش وزن و نیز اختلالات الکترولیتی شود.
سازمان غذا و داروی آمریکا در سال ۲۰۱۳ در وب-سایت خود هشدار داد که که مصرف این دارو میتواند باعث مشکل در روده شود(sprue-like enteropathy)
این مشکل در روده به صورت اسهال مزمن یا حاد بروز خود را نشان میدهد که در نتیجهٔ آن بیمار با کاهش چشمگیر وزن روبرو میشود. این مشکل ممکن است بعد از هفته‌ها یا ماه‌ها بعد از شروع و ادامهٔ مصرف این دارو بروز کند و در مواردی به بستری شدن بیمار منجر شود.

## مکانیسم اثر
المزارتان مدوکسومیل یک پیش دارو است که طی جذب از دستگاه گوارش هیدرولیز شده و به المزارتان تبدیل می‌شود.

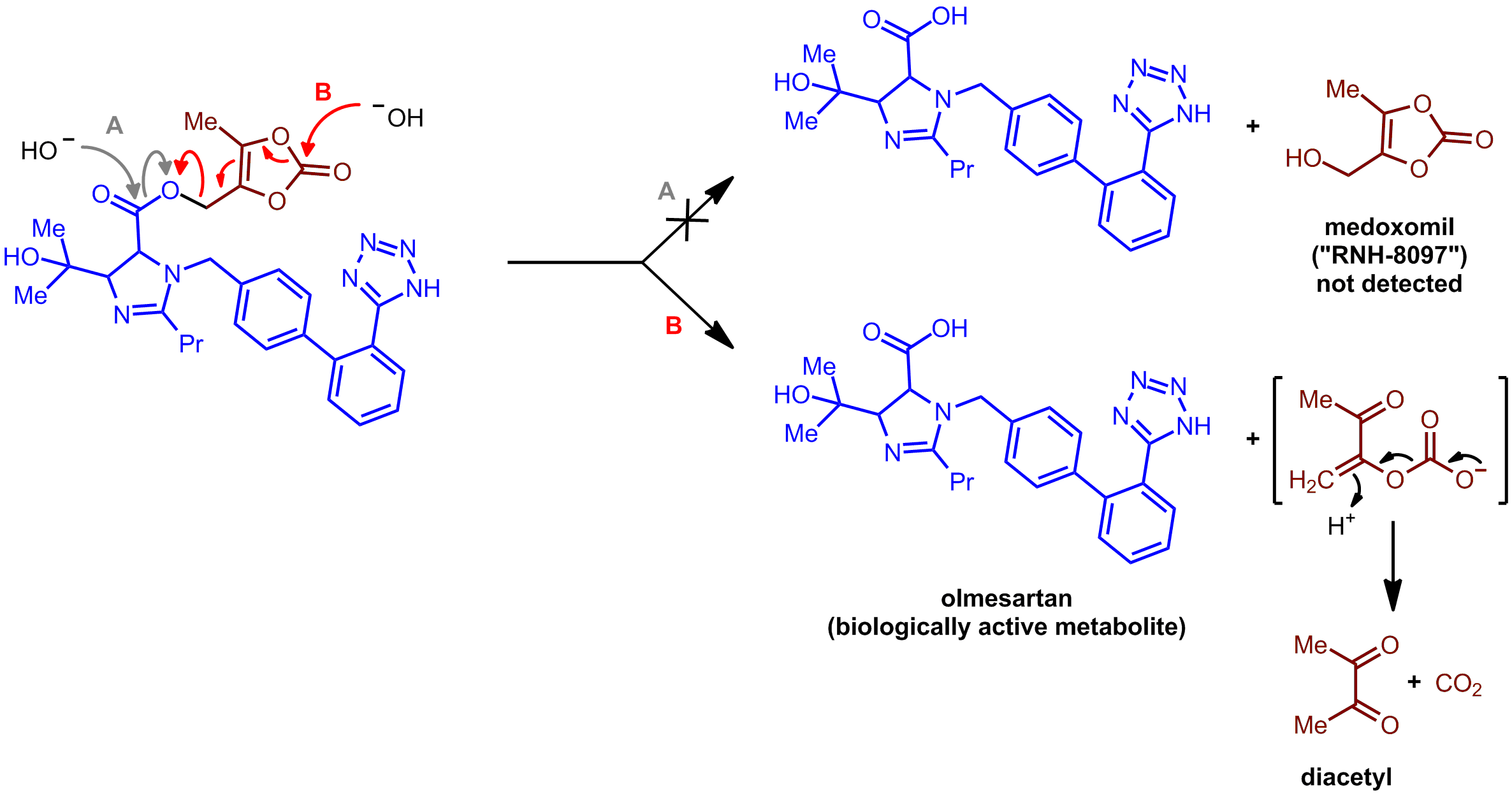
Metabolism of olmesartan medoxomil prodrug towards biologically active olmesartan

## دوز مصرف
دوز شروع مصرف المزارتان ۲۰ میلی گرم یک بار در روز است که پس از دو هفته می‌توان آن را تا ۴۰ میلی گرم در روز افزایش داد.